# Transplants
Transplants es un supergrupo creado en 1999 por Tim Armstrong (Guitarrista y vocalista de Rancid) para mezclar la actitud punk rock con las secuencias, sintetizadores y hasta el ambiente de hip hop y la cultura callejera de California.

## Historia
Al principio Tim tocaba todos los instrumentos, junto con su amigo y roadie Rob Aston (Skinhead Rob) que escribía algunas letras, pero al ir creciendo el proyecto invitó a músicos amigos suyos como Matt Freeman y Lars Frederiksen de Rancid y Vic Ruggiero de The Slackers.
Tiempo después, el dúo sintió la necesidad de invitar a un baterista y es cuando dan con el indicado: Travis Barker (baterista de Blink-182 y de Box Car Racer), quien le añadió su toque particular de talento y se quedó fijo en el proyecto.
Los ritmos atractivos impresionan por la trayectoria que tienen cada uno de sus músicos. Hay canciones tanto en su primer álbum Transplants (2002, Hellcat Records) como en el actual titulado Haunted Cities (2005, Warner/ICR Records) que fácilmente podrían ser himnos de discoteca mientras hay otros temas dignos de escuchar cuando se quiere velocidad y energía.
Con Transplants colaboraron muchos artistas reconocidos como Eric Ozenne (Nerve Agents), Davey Havok (AFI), Danny Diablo, Lars Frederiksen (Rancid) y Brody Dalle (The Distillers, exmujer de Tim). Brody canta en la pista "Weigh On My Mind", la cual Tim la describió como "nuestra canción", cuando estos dos estaban casados.
En 16 de enero de 2006 se anuncia la disolución del grupo en una entrevista a Rob Aston y Paul Wall sobre su nuevo proyecto con Travis Barker, Expensive Taste, Rob declaró que "El Warped Tour acaba de terminar y los Transplants nos acabamos de separar". Aunque recientemente su compañero Tim Armstrong, contradijo a Rob en un boletín de MySpace. Tim escribió que quiere que Transplants graben otro disco en unos años. Su otro grupo Rancid planea lanzar un nuevo disco en la primavera de 2009
El primero de enero del 2010, Travis Barker, vía Twitter, confirma que Transplants regresara con nueva música. mientras tanto DeLonge esta de Tour con AVA, Travis Barker se encuentra grabando el tercer disco de Transplants.

## Miembros
- Tim Armstrong - Guitarra, Cantante (1999-2003 / 2004-2006 / 2010-presente)
- Rob Aston - Cantante (1999-2003 / 2004-2006 / 2010-presente)
- Travis Barker - Batería (1999-2003 / 2004-2006 / 2010-presente)

### Durante giras
- Dave Carlock - Teclado
- Craig Fairbaugh - Guitarra
- Matt Freeman - Bajo

## Discografía

### Álbumes
- Transplants (22 de octubre de 2002)
- Haunted Cities (21 de junio de 2005)
- In a Warzone (junio de 2013)

### EP
- Take Cover (13 de octubre de 2017)

### Sencillos
De Transplants:
- 2003 "Diamonds and Guns" #27 UK
- 2003 "D.J., D.J."
- Tall cans in the air

De Haunted Cities:
- 2005 "Gangsters and Thugs" #35 UK